# Tōkaidō (region)

Tōkaidō

Tōkaidō (jap. 東海道, dosł. droga wschodniego morza) – jeden z siedmiu dawnych okręgów w Japonii, w systemie podziału terytorialnego gokishichidō, obejmujący południowo-wschodnią część Honsiu.
Prowincje okręgu Tōkaidō:
- Prowincja Iga
- Prowincja Ise
- Prowincja Shima
- Prowincja Owari
- Prowincja Mikawa
- Prowincja Tōtōmi
- Prowincja Suruga
- Prowincja Kai
- Prowincja Izu
- Prowincja Sagami
- Prowincja Musashi
- Prowincja Awa
- Prowincja Kazusa
- Prowincja Shimousa
- Prowincja Hitachi